# Snohomish River
Der Snohomish River ist ein Fluss im US-Bundesstaat Washington, welcher seinen Namen beim Zusammenfluss des Skykomish River und des Snoqualmie River in der Nähe Monroes erhält. Er fließt nordwestlicher Richtung, bis er zwischen Everett und Marysville in die Port Gardner Bay, Teil des Puget Sound, fließt. Der Pilchuck River ist sein größter Nebenfluss und mündet bei Snohomish in ihn ein. Der Snohomish River entwässert die Westseite der Kaskadenkette vom Snoqualmie Pass bis zum nördlich gelegenen Stevens Pass.
Bei Monroe gemessen, führt der Snohomish River eine Wassermenge von 270 m³. Der
Columbia River, Washingtons größter Fluss, führt im Vergleich eine Wassermenge 7.500 m³.

## Weblinks

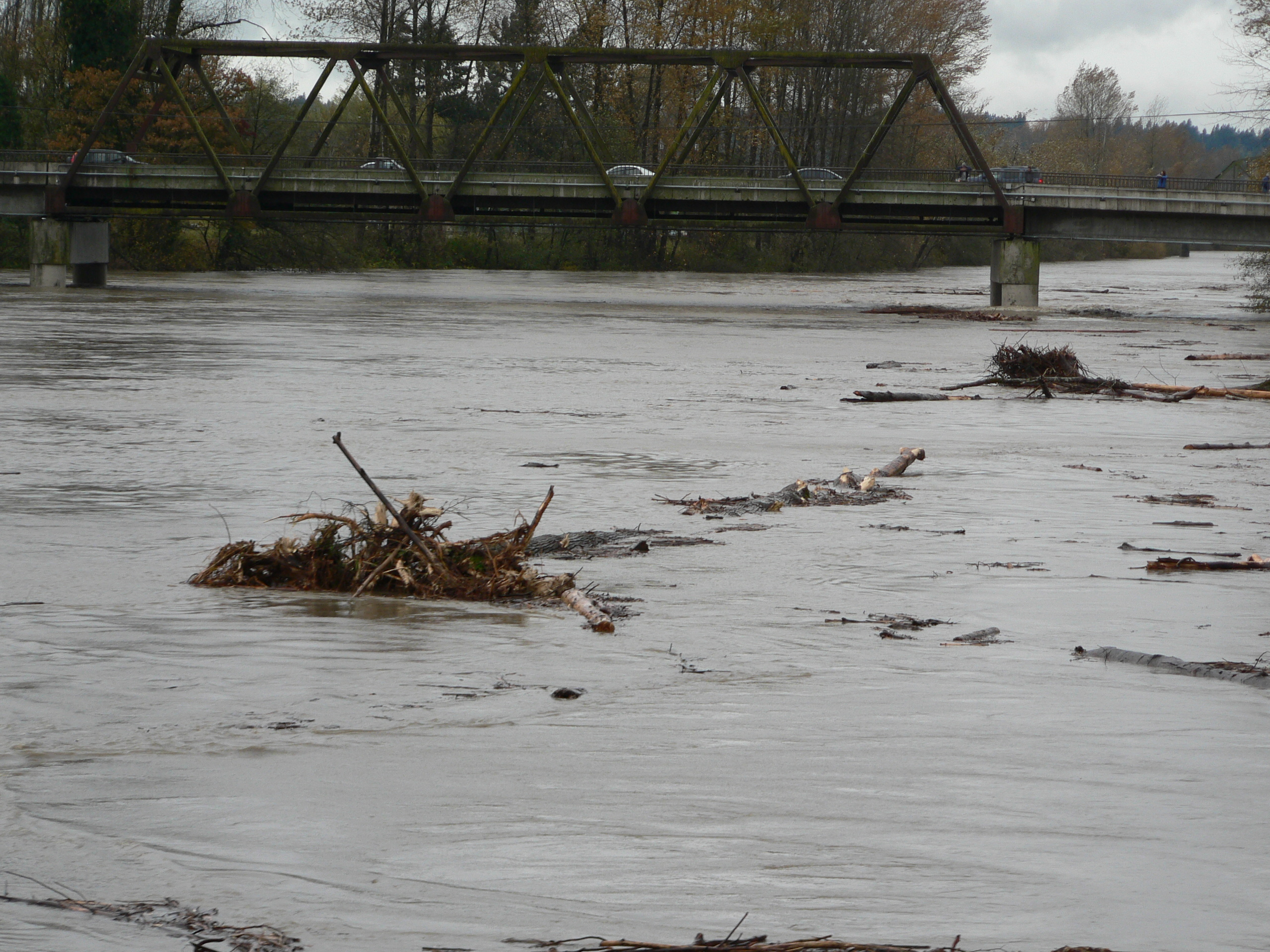
Beim Hochwasser vom November 2006 wird Schutt bis unter die Route 9 Bridge geschwemmt